# Доходный дом Носкова
Доходный дом Носкова — памятник архитектуры и градостроительства во Владикавказе, Северная Осетия. Объект культурного наследия России регионального значения. Находится в историческом центре города на углу улиц Революции, д. 60 и Маяковского, д. 29. Единственное здание во Владикавказе, украшенное атлантами.
Двухэтажное кирпичное здание в стиле модерн построено около 1895 года на углу улиц Мещанской и Слепцовской. Собственником здания был Дмитрий Васильевич Носков, который устроил в нём доходный дом 2-го разряда, относящийся к классу общежитий без коммунальных услуг. В здании не было канализации и водопровода. Все удобства были во внутреннем небольшом дворе дома. В доме было шесть квартир.
Здание отличалось двумя атлантами при входе и надстройкой над угловым эркером с угловым третьим этажом в виде мансарды.